# Droga krajowa 57
Die Droga krajowa 57 (kurz DK57, pol. für ,Nationalstraße 57‘ bzw. ,Landesstraße 57‘) ist eine Landesstraße in Polen. Sie führt von Bartoszyce in südlicher Richtung über Biskupiec, Szczytno, Chorzele und Przasnysz bis Kleszewo bei Pułtusk und stellt eine Verbindung zwischen den Landesstraßen 51 und 61 her. Die Gesamtlänge beträgt 189 km.

## Geschichte
Einige Abschnitte des heutigen Straßenverlaufs wurden durch das polnische Straßengesetz vom 10. Dezember 1920 zur Staatsstraße erklärt. Der Abschnitt von Biskupiec bis Kleszewo bei Pułtusk war ein Teil der Staatsstraße 183.
Nach der Neuordnung des Straßennetzes 1985 wurden dem Straßenverlauf neue Landesstraßen zugeordnet. Der Abschnitt von Bisztynek bis Biskupiec wurde Teil der Landesstraße 589. Das Teilstück von Biskupiec bis Pułtusk wurde der neuen Landesstraße 599 zugeordnet.
Mit der Reform der Nummerierung vom 9. Mai 2001 wurden beide Abschnitte zur Landesstraße 57 zusammengesetzt.

## Ortschaften entlang der Strecke
- Bartoszyce (Bartenstein)
- Plęsy (Plensen)
- Szwarunki (Klein Schwaraunen)
- Szwaruny (Groß Schwaraunen)
- Minty (Minten)
- Galiny (Gallingen)
- Borki Sędrowskie (Zanderborken)
- Wozławki (Wuslack)
- Bisztynek (Bischofstein)
- Troszkowo (Klackendorf)
- Lutry (Lautern)
- Górkowo (Görkendorf)
- Tejstymy (Teistimmen)
- Biesowo (Größ Bößau)
- Biskupiec (Bischofsburg)
- Zabrodzie (Zabrodzin/Schöndorf)
- Rudziska (Forsthaus Rudzisken/Forsthaus Rudau)
- Labuszewo (Haasenberg)
- Dymer (Dimmern)
- Gisiel (Geislingen)
- Augustowo (Augusthof)
- Szczepankowo (Sczepanken, 1938–1945 Stauchwitz)
- Dźwierzuty (Mensguth, Dorf)
- Linowo (Leynau, 1938–1945 Leinau)
- Trelkówko (Klein Schöndamerau)
- Dębówko (Eichthal)
- Lipowa Góra Zachodnia (Lindenberg, -West)
- Szczytno (Ortelsburg)
- Nowiny (Neu Schiemanen)
- Szymany (Groß Schiemanen)
- Szymanki (Klein Schiemanen)
- Wielbark (Willenberg)
- Piwnice Wielkie (Groß Piwnitz, 1938–1945 Großalbrechtsort)
- Opaleniec (Flammberg)
- Chorzele
- Rembielin
- Przasnysz
- Maków Mazowiecki
- Kleszewo